# Västmanlands runinskrifter 1
Runinskrift Vs 1, är en runsten som jämte en ornamental bildsten, med signum Vs 2, står på Stora Rytterns gamla kyrkogård i Rytterne socken, Västerås och Snevringe härad i Västmanland.  

## Stenen
Stenen är en tämligen stor oformlig, något söndersprucken runsten av hård grå, rödaktig granit och den korsmärkta parstenen Vs 2 är placerad strax bredvid.
De står ganska undanskymda men på en vacker plats, intill den gamla kyrkoruinen och ett par stora lummiga träd, om somrarna är de dock en aning dolda av högt gräs. Den nu raserade kyrkan byggdes på 1100-talet.
Texten följer stenens triangulära form och löper i en dubbel drakslinga som liknar ett upp- och nedvänt U, i nedre delen avslutas den med ett drakhuvud. Ornamentiken som är originellt och skickligt utförd går i Ringerikestil: Pr2, vilket daterar den till tidsskedet 1010-1050, runristaren förblir dock okänd. Stenen är lagad med murbruk på tre ställen. Den från runor översatta inskriften följer nedan:

## Inskriften
Runor: + ᚴᚢᚦᛚᛂᚠᛦ + ᛋᛂᛏᛁ ᛬ ᛋᛏᚠᚠ ᛬ ᛅᚢᚴ ᛬ ᛋᛂᚾᛅ ᛬ ᚦᛅᛋᛁ ᛬ ᚢᚠᛏᛁᛦ ᛋᛚᛅᚴᚢᛅ ᛬ ᛋᚢᚾ ᛬ ᛋᛁᛅ ᛬ ᛂᛏᛅᚦᚱ ᛬ ᛅᚢᛋᛏᚱ ᛫ ᛁ ᛫ ᚴᛅᚱᚢᛋᛘ
Runsvenska: + kuþlefR + seti : stff : auk : sena : þasi : uftiR slakua : sun : sia : etaþr : austr * i * karusm *
Nusvenska: Gudleif satte stav och dessa stenar efter Slagvi, sin son. Han ändade österut i Gårdarike (?)

Karusum kan bortsett från Gårdarike även tolkas som Chorezm, vilket motsvarar Khwarezm i nuvarande Turkmenistan. 

## Övriga fakta
Andra inskriptioner som nämner att en stav restes förekommer på Sö 196 i Kolsundet, U 332 i Snottsta, U 226 i Bällsta, och den nu förlorade U 849 i Balingsta. På ytterligare tre inskrifter, DR 40 i Randbøl, Sm 16 i Nöbbele och Sö 56 i Fyrby, kan dock ordet "stav" syfta på runstavar i texten. Ahmad ibn Fadlan skriver att en stolpe också kunde resas i samband med en hövdingabegravning:
| ”                  | Sedan uppförde de ... en slags rund gravkulle och satte mitt på denna en stor stång av björkträ och skrev på den mannens namn och namnet på kungen över Rus. | „ |
| – Ahmad ibn Fadlan | |   |

## Se även

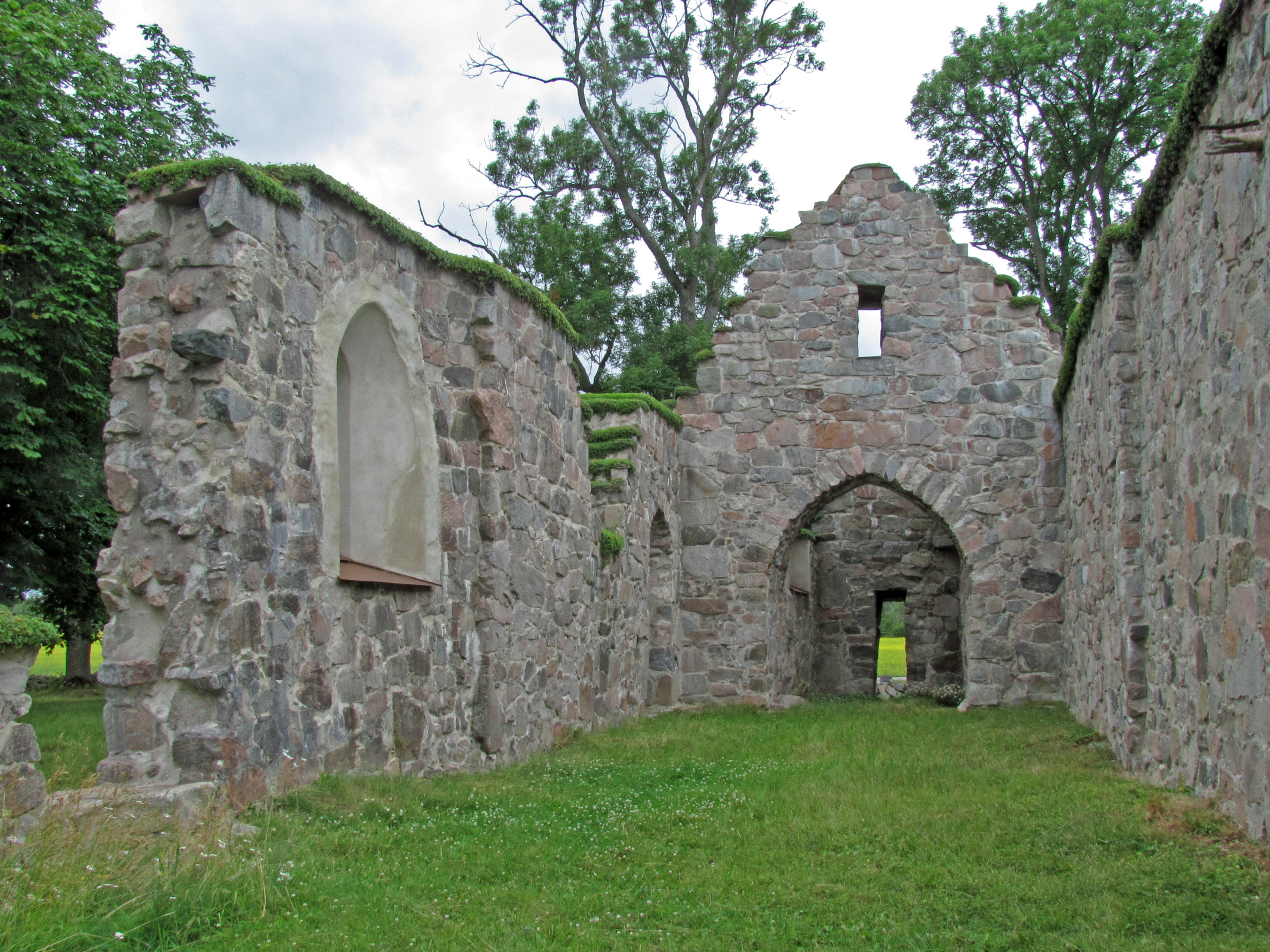
Kyrkoruinens gråstensmurar är av liknande material som runstenarna.